# یواس‌اس پنگوئن (ای‌اس‌آر-۱۲)
یواس‌اس پنگوئن (ای‌اس‌آر-۱۲) (به انگلیسی: USS Penguin (ASR-12)) یک زیردریایی است که طول آن ۲۰۵ فوت (۶۲ متر) می‌باشد. این زیردریایی در سال ۱۹۴۳ ساخته شد.